# تيتانوصور
تيتانوصور (بالإنجليزية: Titanosaurus)‏ جنس من الديناصورات ينتمي إلى الصوربوديات، وتعتبر أثقل المخلوقات التي كانت على الأرض، منها أرجنتينوسورس وبويرتاسورس، وقد عاشت قبل انقراض العصر الطباشيري-الثلاثي من 60–65 مليون سنة.

## العثور على بقايا أضخم ديناصور
عثر علماء التاريخ الطبيعي في عام 2014 في باتاجونيا بـ الأرجنتين على أحفورات ديناصور ضخم، يعتبر أضخم حيوان عاش على الأرض. وقد عـُثر على نحو 200 قطعة من أجزائه، منها فقرات من الرقبة والظهر، وأغلب فقرات الذيل، وعظام متحجرة من الأطراف. يقدر العلماء طوله الكلي بنحو 40 متر وارتفاعه بنحو 20 متر ويعادل وزنه وزن 14 فيل أفريقي. يختلف العلماء في تقدير وزنه بين 60 - 80 طن، ويعتبر أكبر حيوان عاش على الأرض عثر عليه العلماء حتى الآن، وقد عاش من قبل 90 مليون سنة في العصر الطباشيري.
يصنف العلماء هذا الديناصور بأنه من أكبر التيتانوصورات.

## انظر أيضًا

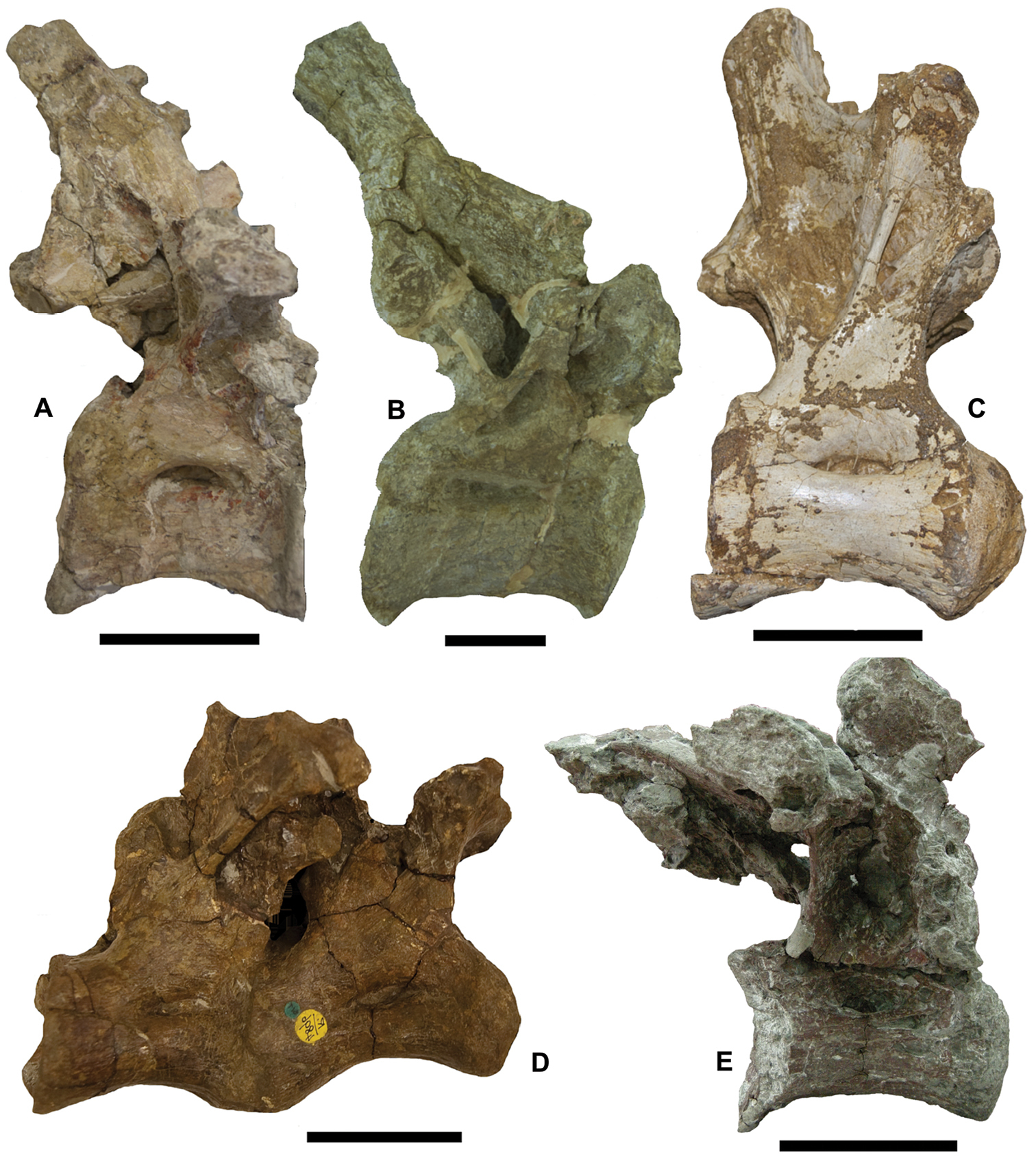
مجموعة أوروبية متنوعة من فقرات التيتانوصور

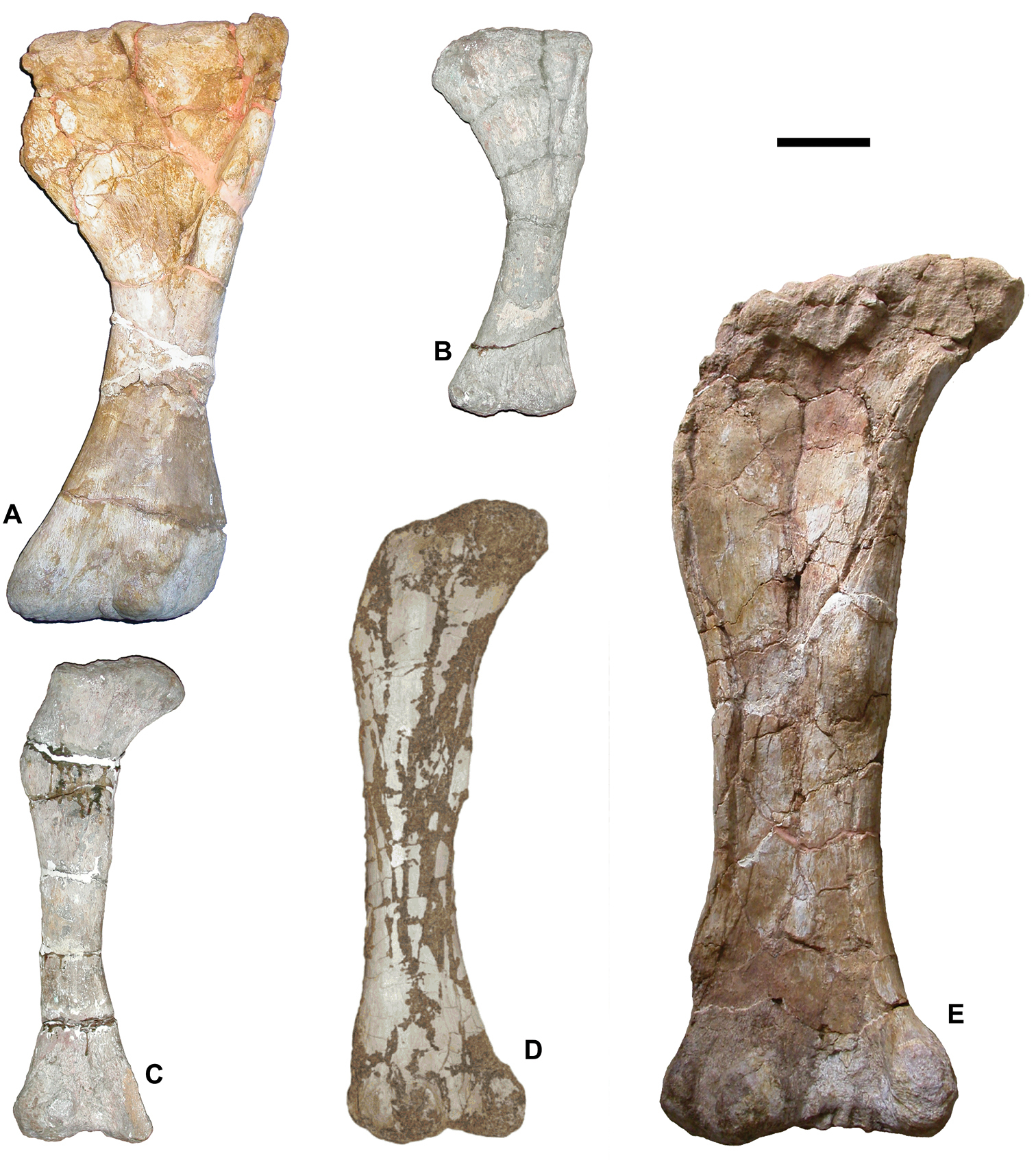
مجموعة أوروبية متنوعة من أفخاذ التيتانوصور

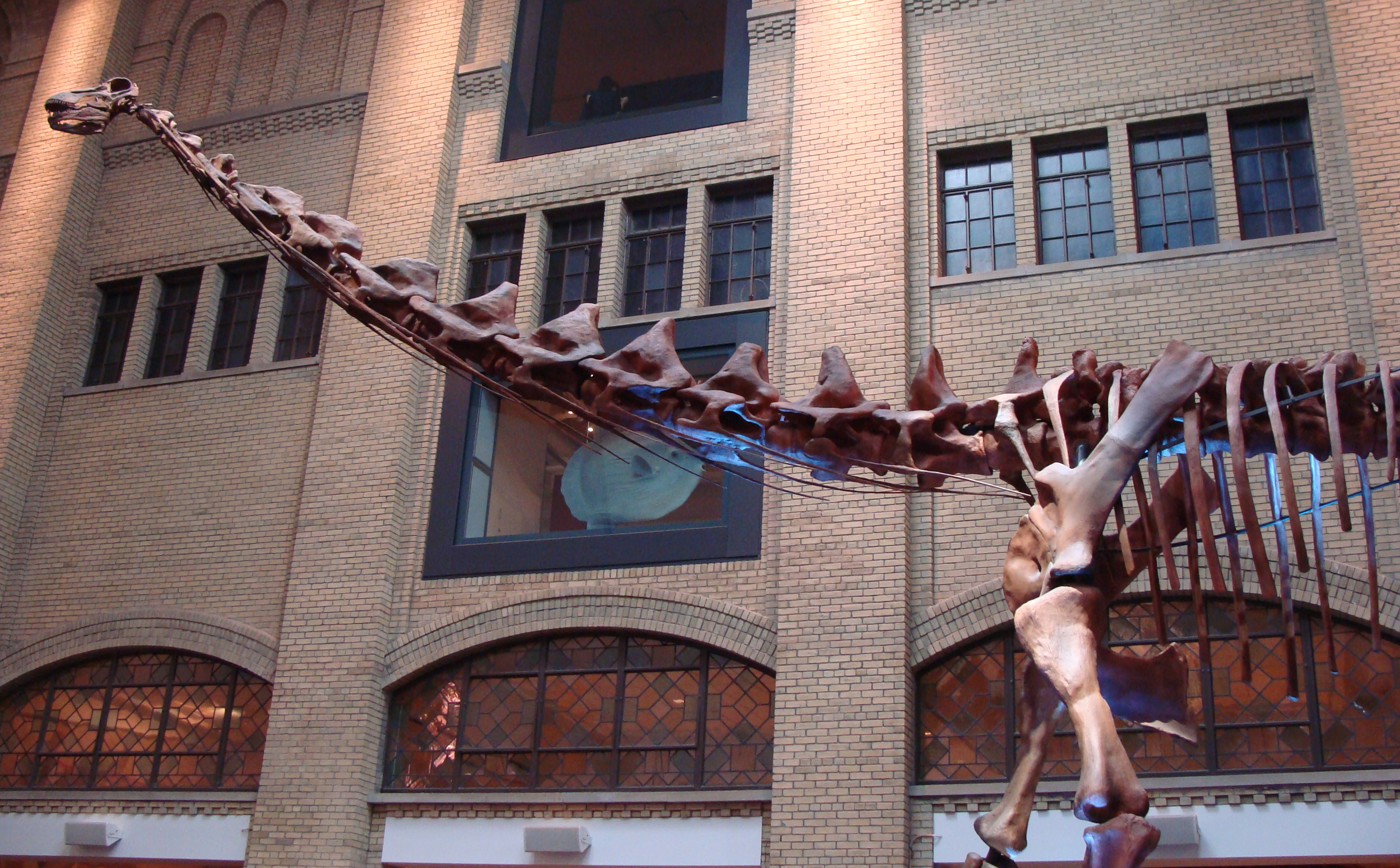
فوتيلوجنكوسورس (Futalongkosaurus dukei)

## وصلات خارجية
- Titanosauria on DinoData
- The Geological Society article Best ever titanosaur skeleton discovered in Madagascar.
- National Geographic article, Eggs Hold Skulls of Titanosaur Embryos.
- Channel 4 article, Titanosaur eggs in France.